# Lenira Santos
Lenira Santos (21 d'abril de 1987) és un corredor de Cap Verd. Santos havia de competir en els 200 metres de les Dones a la Jocs Olímpics d'Estiu de 2008 però es va lesionar.